# Ицам-Кан-Ак I
Ицам-Кан-Ак I (майя: ? CHA:K ITZAM?-[KAʼN]AHK «? Бог дождя ? Драгоценный ? Черепаха»; 22 мая 626 — 15 ноября 686) — правитель майяского царства Йокиб со столицей в Пьедрас-Неграс. За своё правление он провёл несколько удачных военных кампаний, а также воздвиг более 10 памятников в столице.

## Биография

Именной иероглиф Ицам-Каy-Ака I

Ицам-Кан-Ак I родился 22 мая 626 года (длинный счёт: 9.9.13.4.1 6 Imix 19 Sotzʼ) в семье Кинич-Йональ-Ака I и «Госпожи птичий головной убор». Он воцарился 12 апреля 639 года (9.10.6.5.9 8 Muluk 2 Sip) в возрасте 12 лет, примерно через два месяца после смерти его отца в феврале того же года.
В 639 году между Пачанским царством и Йокибом произошла, по мнению А. В. Сафронова, война, в которой Пачан одержал победу. Однако вскоре Пачан впал в зависимость от Йокиба. Согласно Панели 3 из Пьедрас-Неграс 14 ноября 653 года царь Пачана Яшун-Балам III прибыл в Йокиб и 7 декабря 653 года был коронован Ицам-Кан-Аком I как вассал Йокиба.
Ицам-Кан-Ак I 13 сентября 657 года возвёл стелообразную колонну высотой около метра, расположенную в центре группы стел в Строении R-5, со стелами 32, 33 и 34 слева от неё и стелами 35, 36 и 37 справа.
На стелах 35 и 37 упоминаются две удачные военные кампании Ицам-Кан-Ака I: первая в 662 году против Санта-Елены и вторая в 669 году против неизвестного царства. Ещё одним свидетельством военной мощи Ицам-Кан-Ака I служит Панель 2, возведённая в 658 году, на которой изображён правитель Йокиба, окружённый правителями соседних государств, таких как Бонампак, Лаканья и Пачан. Однако, вероятно, на панели изображён другой правитель Йокиба — Ят-Ак I, правивший задолго до Ицам-Кан-Ака I. Майянисты Саймон Мартин и Николай Грубе утверждают, что Ицам-Кан-Ак I мог создать панель, чтобы подчеркнуть сходство между ним и Ят-Аком I, а именно их схожий уровень политического мастерства.
К концу жизни здоровье Ицам-Кан-Ака I ухудшилось. Осознавая свою скорую смерть, он обучал управлению царством своего сына  от «Госпожи Белая птица» Кинич-Йональ-Ака II. В ноябре 686 года он руководил предсвадебной церемонией между его сыном и 12-летней царевной из государства Намаан (современная Ла-Флорида) по имени Госпожа Катун-Ахав. Ицам-Кан-Ак I умер 15 ноября 686 года (9.12.14.10.13 11 Ben 11 Kʼankʼin) в возрасте 60 лет во время пятидневной свадебной церемонии.

## Памятники
За своё правление Ицам-Кан-Ак I воздвиг восемь стел, три панели (2, 4 и 7), Трон 2 и короткую стелообразную колонну.
Ицам-Кан-Ак I возвёл Стелу 33 первого декабря 642 года. На ней он изображён в профиль, сидящим на приподнятой подушке и смотрящим направо на женщину, которая предлагает ему царские регалии. Эту женщину обычно считают его матерью, хотя Марк Питтс отмечает, что она могла быть его женой. Меган ОʼНил считает, что на стеле изображена именно мать правителя, так как какое-то время она служила его регентом, имея политическое значение.
Стелу 32 Ицам-Кан-Ак возвёл 5 ноября 647 года, Стелу 34 — 9 октября 652 года, Стелу 35 — 18 августа 662 года, Стелу 36 — 23 июля 667 года, Стелу 37 — 26 июня 672 года, Стелу 39 — 31 мая 677 года и Стелу 38 — 6 мая 682 года.

## Галерея

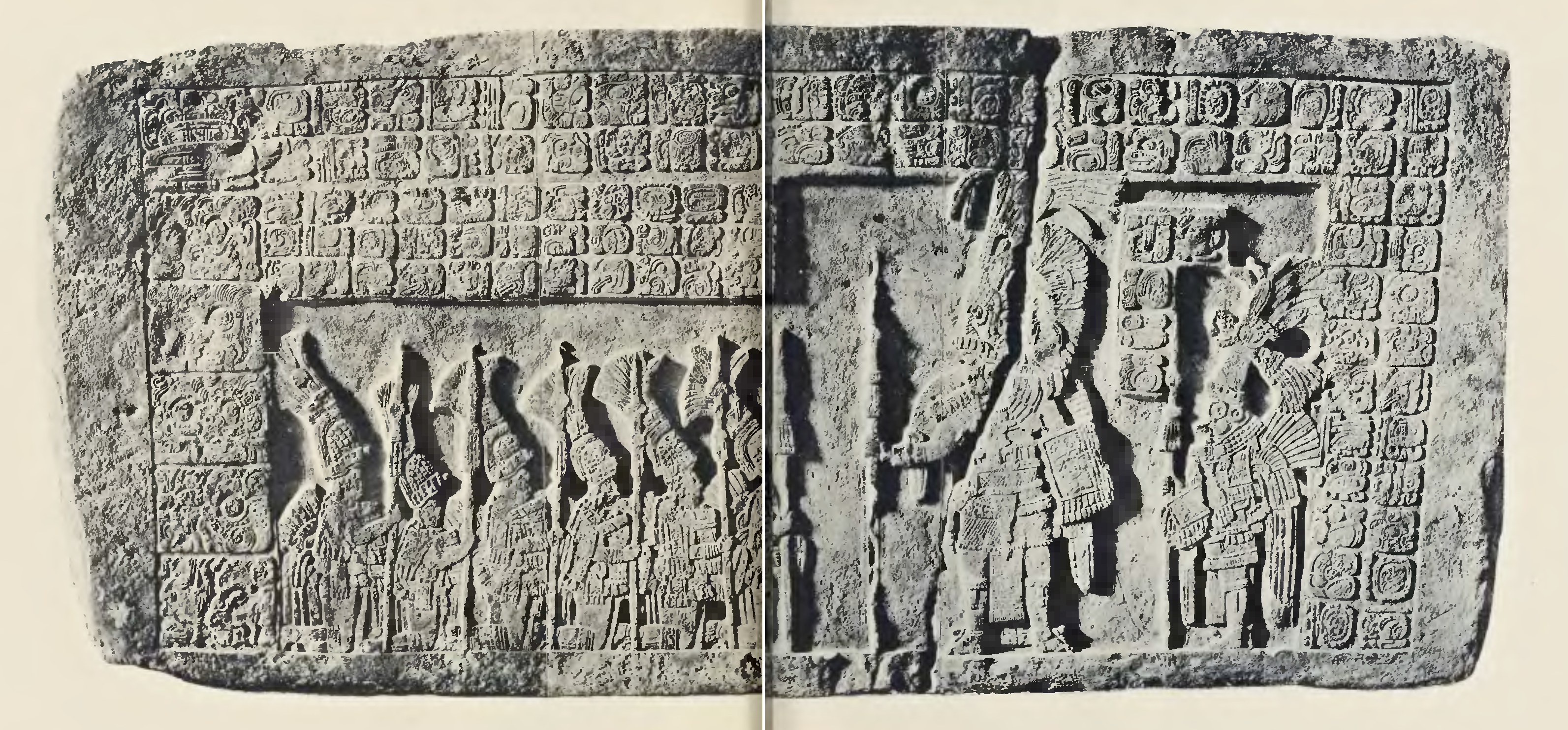
Панель 2
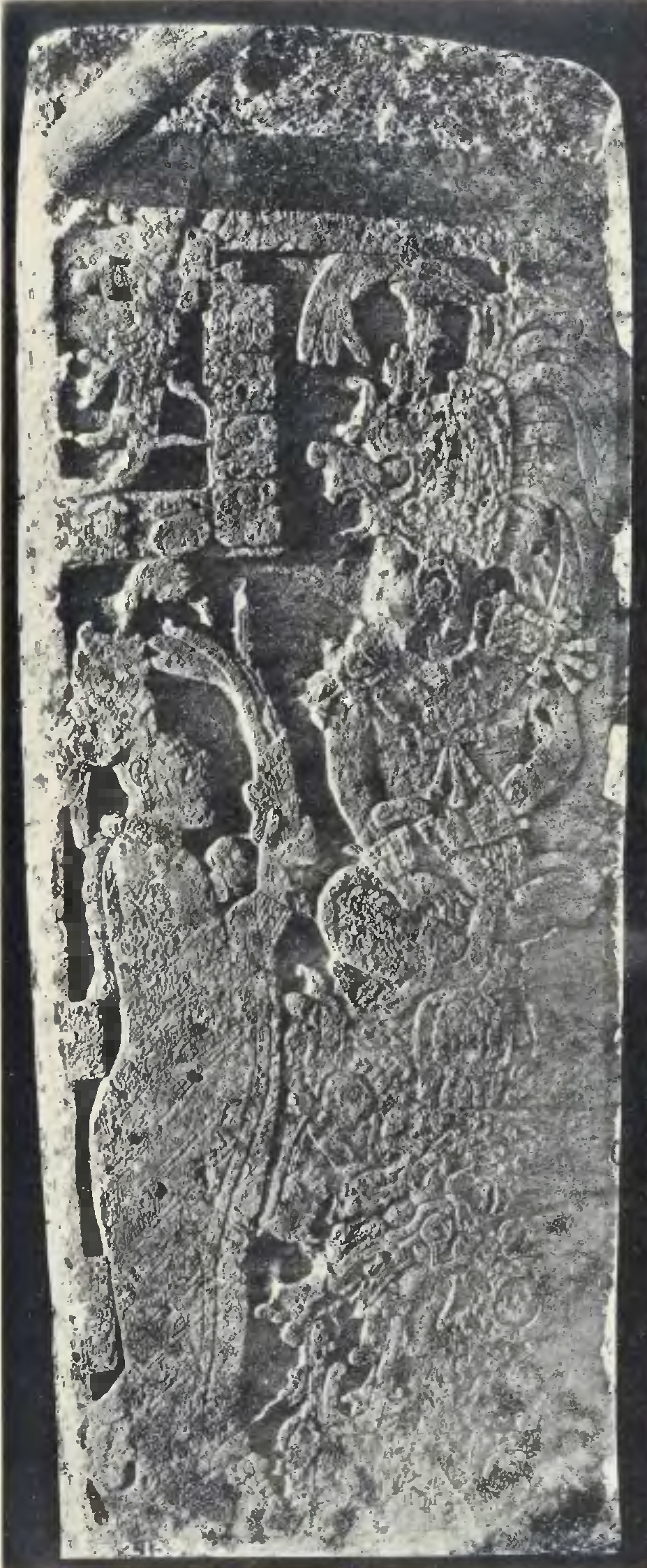
Стела 33
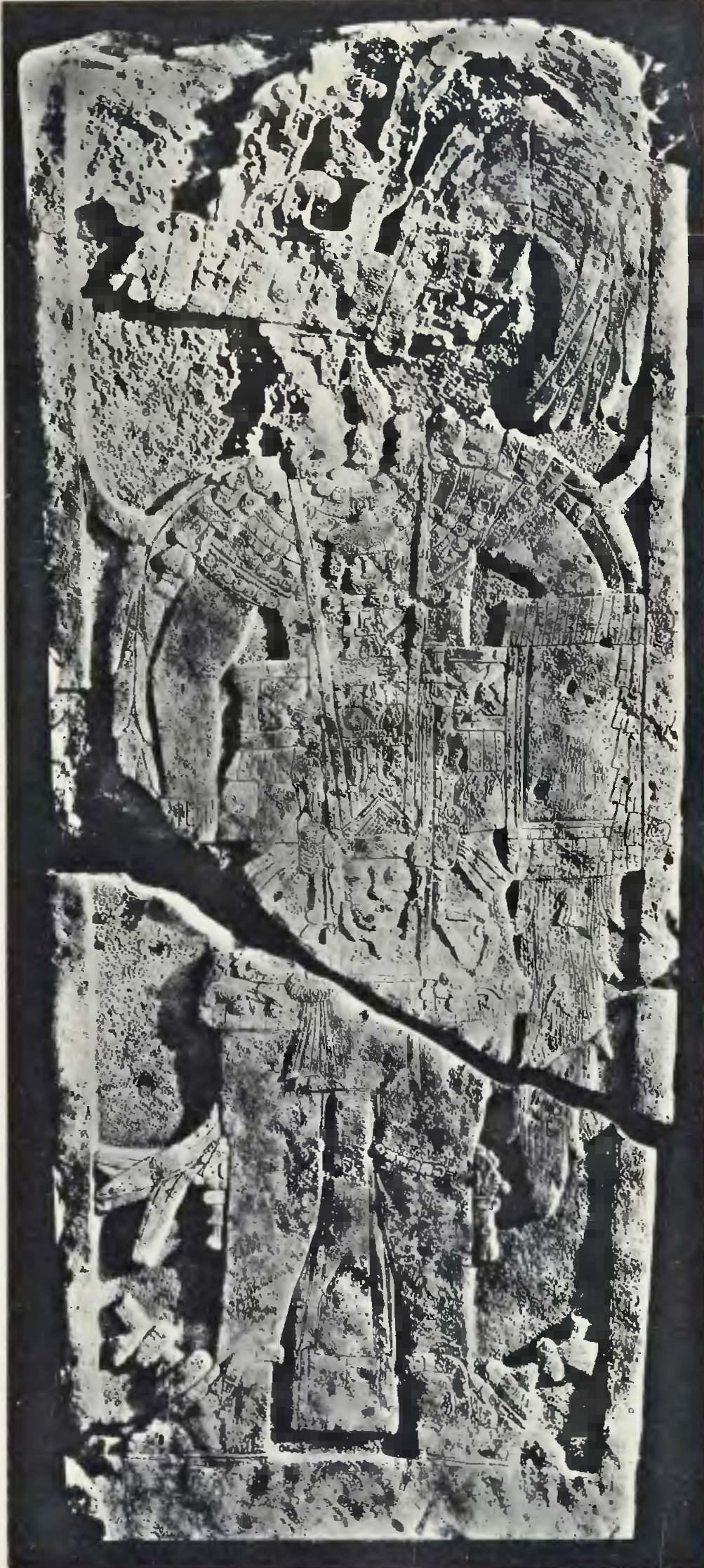
Стела 34
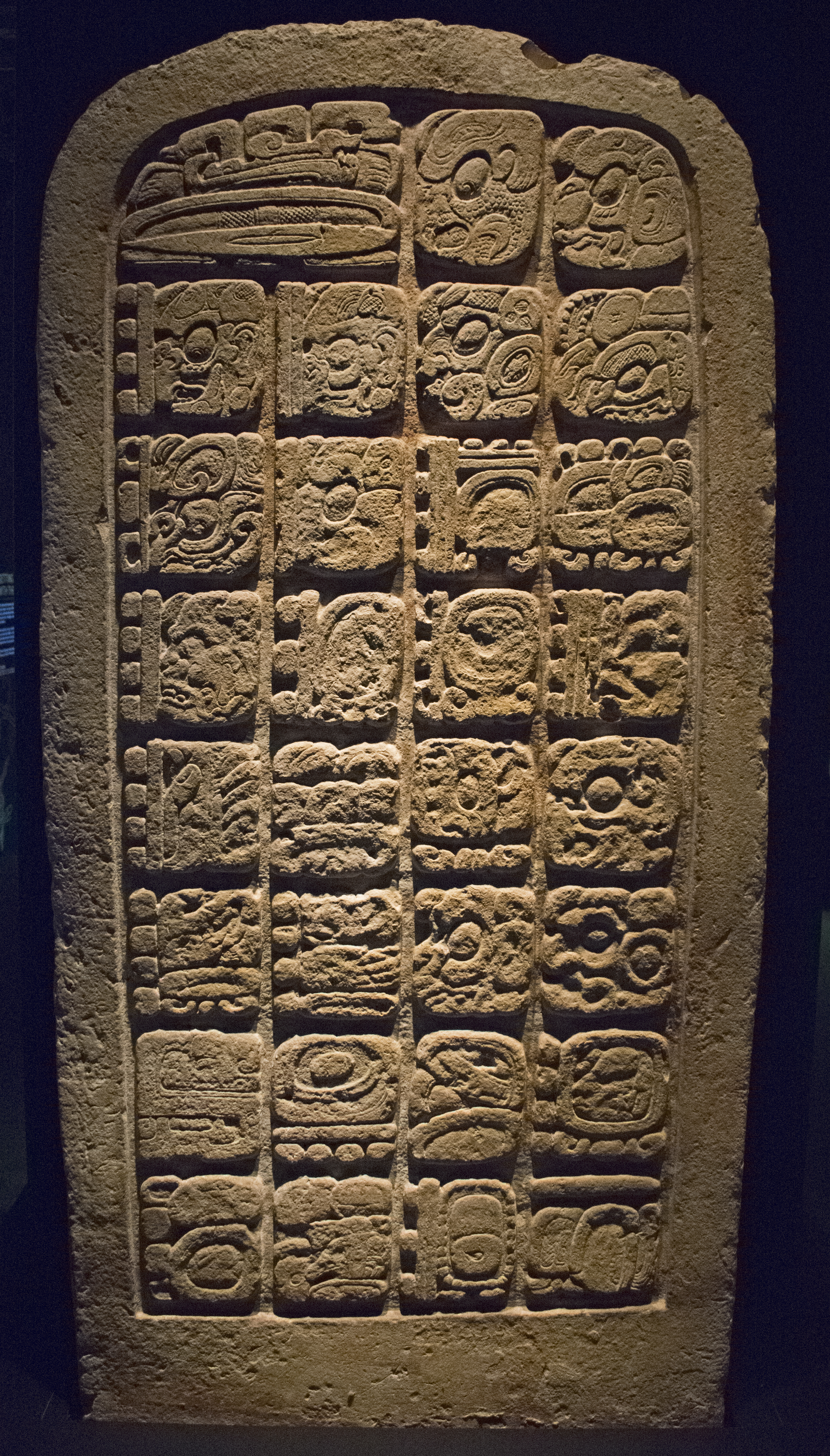
Стела 36

### На русском языке
- Сафронов А. В. Государства майя западного региона в классический период : диссертации на соискание ученой степени кандидата исторических наук. — Москва, 2006. — 329 с.

### На английском языке
- Clancy F. The Monuments of Piedras Negras, an Ancient Maya City. — University of New Mexico Press, 2009. — ISBN 9780826344519.
- O'Neil M. Engaging Ancient Maya Sculpture at Piedras Negras, Guatemala. — University of Oklahoma Press, 2014. — ISBN 9780806188362.
- Pitts М. A Brief History of Piedras Negras as Told by the Ancient Maya: History Revealed in Maya Glyphs. — Pre-Columbian Society of the University of Pennsylvania Museum, 2011.
- Sharer R. J. Traxler L. The Ancient Maya. — Stanford University Press, 2006. — ISBN 9780804748179.

- Martin S., Grube N. Chronicle of the Maya Kings and Queens: Deciphering the Dynasties of the Ancient Maya (англ.). — Thames & Hudson, 2008. — 240 p. — ISBN 9780500287262.